# رالف ادواردز
رالف ادواردز (انگلیسی: Ralph Edwards؛ ۱۳ ژوئن ۱۹۱۳ – ۱۶ نوامبر ۲۰۰۵) یک مجری اهل ایالات متحده آمریکا بود.